# Svěcení jara
Svěcení jara (napsáno pod francouzským titulem Le Sacre du Printemps, ruský titul je Весна священная, Vesna svjaščennaja, podtitul skladby je Obrazy z pohanského Ruska, francouzsky Tableaux de la Russie païenne) je balet na hudbu Igora Stravinského. Autorem původní choreografie je Vaclav Fomič Nižinskij, autorem původní výpravy byl malíř, filosof a archeolog Nicholas Roerich.
Jde o jednu z nejvýznamnějších skladeb avantgardní hudby dvacátého století. Na své premiéře v Paříži 29. května 1913 způsobila skandální potyčku, zapříčiněnou novátorskými technikami (zejména složitými rytmickými strukturami a užitím disonance).
Dějově je balet fantastickou rekonstrukcí slovanského pohanského jarního rituálu, při němž, dle Stravinského slov „moudří starci sesazení v kruhu pozorují předsmrtný tanec dívky, kterou pak obětují bohu Jara, aby získali jeho milost“. Dělí se na dvě části, první se jmenuje Uctívání země, druhý Obětování.

## Části skladby

### A. Probuzení (Uctívání země)
1. Úvod
2. Jarní věštby
3. Hra na únos
4. Jarní písně v kole
5. Hra na dvě města
6. Průvod mudrců
7. Uctívání země
8. Tanec zemi

### B. Oběť
1. Úvod
2. Tajemství dívčí hry chození do kruhu
3. Oslava vyvolené
4. Vzývání předků
5. Tajemný obřad starců – lidských praotců
6. Velký posvátný tanec. Vyvolená